# Pokarekare Ana
Pokarekare Ana é uma canção popular da Nova Zelândia, considerada pela população local um hino não-oficial.

## Letra
Pokarekare ana nga wai o Waipuru
Whuti atu koe, e hine, marino ana e
E hine e, hoki mai ra
Ka mate ahau i te aroha e
Tuhituhi taku reta, tuku atu taku ringi
Kia kite to iwi, raruraru ana e
E kore te aroha e maroke i te ra
Makuku tonu i aku roimata e
Whatiwhati taku pene, kua pau aku pepa
Ko taku aroha mau tonu ana e